# أيشا (تاتارستان)
أيشا (بالروسية: Айша) هي مدينة في جمهورية تتارستان في روسيا. ويبلغ عدد سكانها حوالي 3064 نسمة.